# Distretto di Shwebo
Il distretto di Shwebo (in birmano: ရွှေဘိုခရိုင် ) è un distretto nella regione di  Sagaing nel centro-sud della Birmania.  Il suo centro amministrativo è la città di Shwebo.

## Township
Il distretto è composto dalle seguenti Township:
- Khin-U Township
- Shwebo Township
- Wetlet Township
- Taze Township
- Ye-U Township
- Tabayin Township